# 武切维奇
武切维奇是南斯拉夫姓氏。著名人物包括：
- 尼古拉·武切维奇，黑山篮球运动员
- 米洛什·武切维奇，塞尔维亚总理

|  | 本页或本分段罗列了姓氏为「武切维奇」的人物。 如果是一个指代特定个人的内链将您引导到本页，請考慮修正該人物的名字以將链接指向正確的條目。 |